# Flèche (arme)
Pour les articles homonymes, voir flèche.

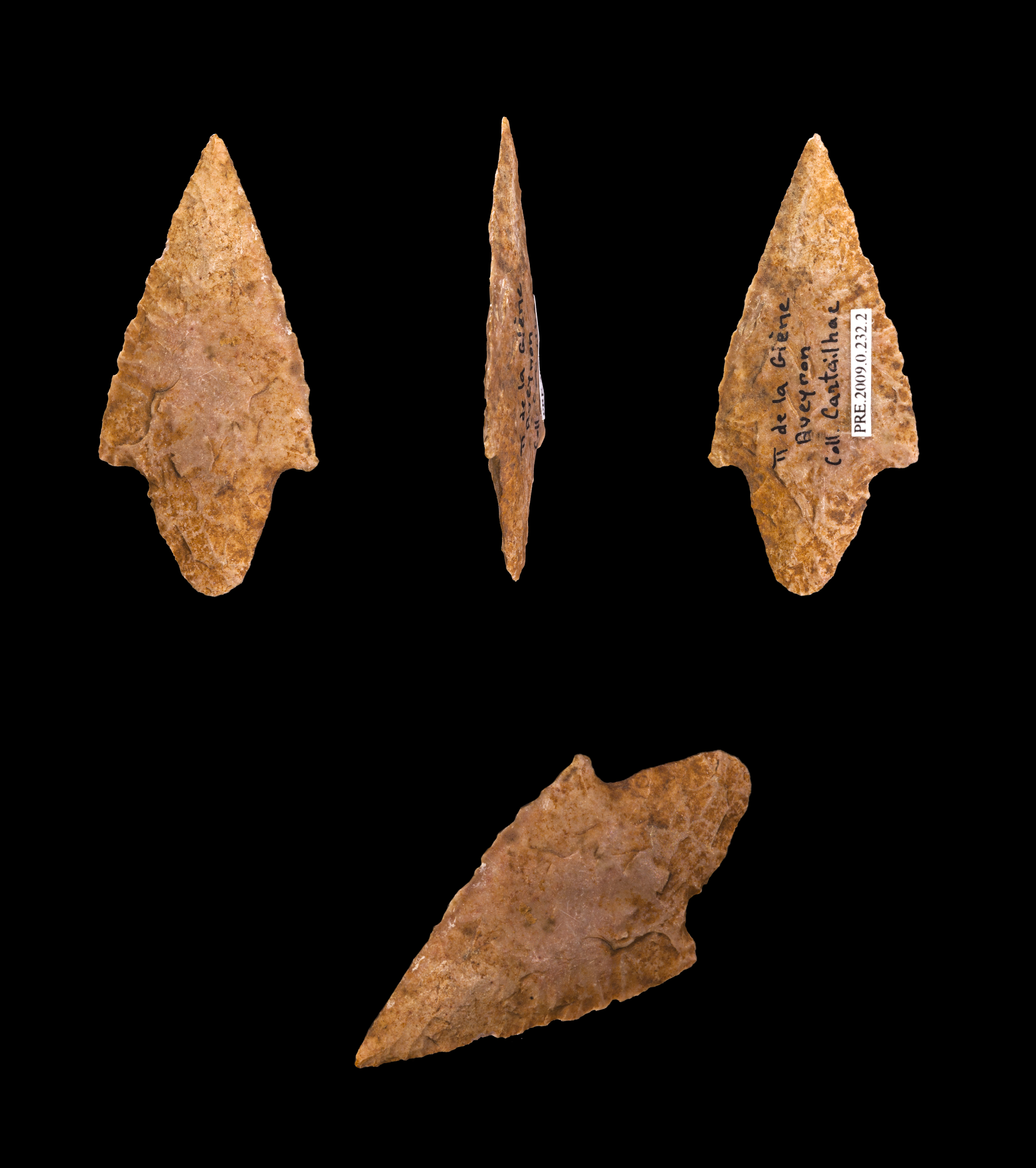
Pointes de flèche du néolithique, Muséum de Toulouse.

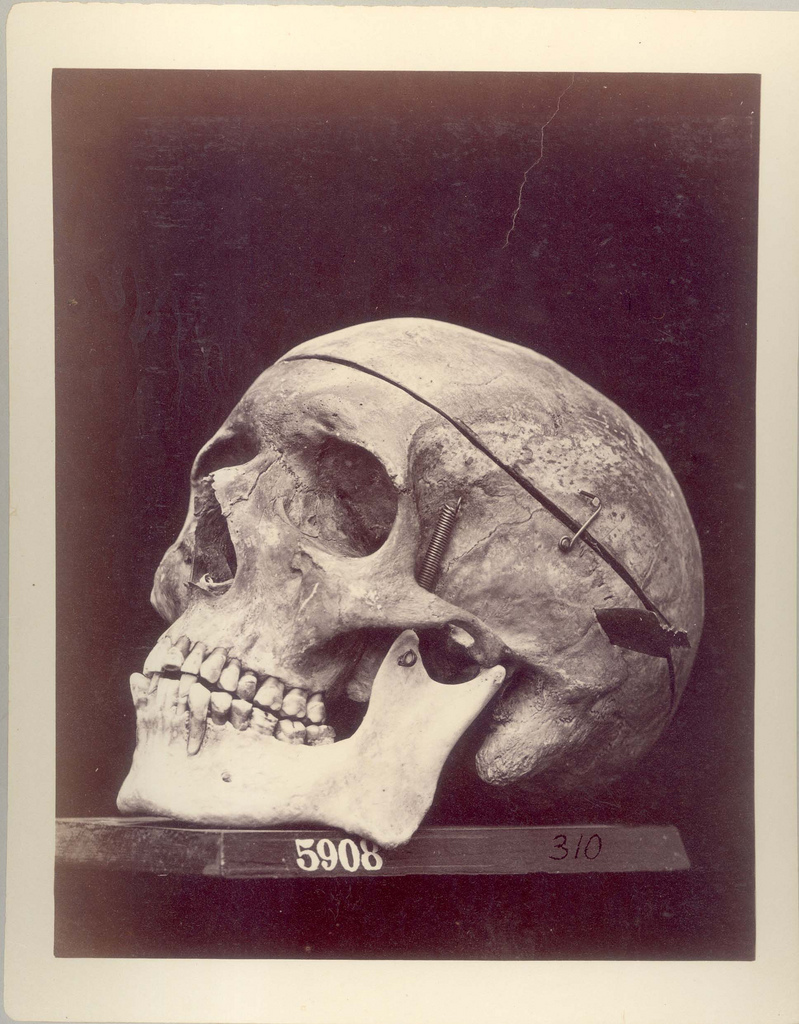
Crâne du soldat Martin W..., du 4e régiment de cavalerie américaine, touché à la tête par une flèche lors d'affrontements avec des Comanches le 30 septembre 1870, à 20 miles de Fort Concho, au Texas. Il est rapidement mort d'une hémorragie cérébrale.

Une flèche est un projectile, constitué d'une longue hampe (ou fût, ou tube) munie d'une pointe à une extrémité, d'un empennage et d'une encoche à l'autre, et utilisé principalement pour la chasse ou la guerre. Les flèches destinées à être lancées par un arc ou une arbalète sont construites pour une arme ou un modèle d'arme particulier. Les flèches courtes destinées aux arbalètes sont appelées carreaux.
Les plus anciennes pointes de flèches ont été découvertes :
- dans la grotte de Fa Hien au Sri Lanka ; elles sont datées de 48 000 ans[1] ;
- en Tunisie (datées de 50 000 ans)[2] ;
- dans la grotte Mandrin en France (datées de 50 000 ans)[3] ;
- dans la grotte de Sibudu en Afrique du Sud (datées de 64 000 ans)[4].

## Conception
Les flèches sont presque exclusivement construites à partir d'un fût de bois. Les pointes sont soit des pièces rapportées en pierre, en os, en bois de cerf, en métal, soit directement taillées dans la tige. L'empennage, destiné à stabiliser la trajectoire de la flèche, est le plus souvent réalisé à l'aide de plumes. L'encoche taillée dans le bois permet de faire tenir la flèche sur la corde de l'arc.
Dans son ouvrage Germani (À propos des Germains, Ier siècle apr. J.-C.), l'écrivain romain Tacite mentionne les « arbres à flèches » des peuplades et tribus barbares d'Outre-Rhin. Des pointes de flèche en métal étaient fichées directement dans les jeunes pousses de branches d'arbre, qui développaient ainsi leurs nervures autour de la pointe. Quand la branche avait atteint la taille requise, on la coupait pour l'effiler en sa forme définitive[réf. nécessaire].

## Flèche moderne
La flèche moderne est constituée de 4 éléments :
- La hampe peut être faite en bois, (notamment en cèdre) ou faite d'un tube en aluminium ou fibre de carbone.
- La pointe en acier voire tungstène, qui s'enfiche dans l'extrémité avant de la hampe. Elle doit être lourde pour assurer la puissance de la flèche, mais elle doit rester assez légère pour limiter la flèche de la flèche. Pour le tir à l'arc sur cible, la forme de la pointe est généralement parabolique.
- L'encoche, qui s'enfiche dans l'extrémité arrière de la hampe.
  - Encoche standard : c'est l'encoche la plus courante, utilisée pour les tirs de précision, qui pince la corde et évite de maintenir la flèche une fois celle-ci positionnée.
  - Encoche ouverte : c'est une encoche ouverte qui permet de positionner rapidement la flèche sur la corde, notamment en utilisant la « technique Kinzhalka ».
- Les plumes, naturelles ou synthétiques, assurent sa stabilité aérodynamique grâce à trois phénomènes physiques qui vont empêcher les oscillations/retournement de la flèche :
  - en créant, à l'arrière, une légère traînée aérodynamique (Cx) qui tend à ramener la flèche parallèle à sa trajectoire[5],
  - en déportant vers l'arrière (suffisamment en arrière du Centre de masse de la flèche) la résultante de portance latérale (Cn ou Cy),
  - en générant éventuellement une rotation axiale de la flèche, ce qui la stabilise par effet gyroscopique.

## Flèche polynésienne
La « flèche polynésienne » est une arme de jet propulsée à l'aide d'une cordelette. Appellation imprécise de ce type d'arme car le terme n'est usité que dans les milieux d'animations pour enfants et ne correspond pas à une arme précise polynésienne[réf. nécessaire].

## Flèche japonaise pour lekyūdō

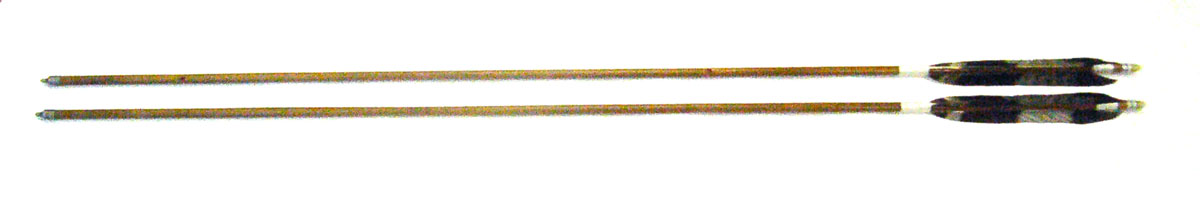
Haya et otoya.

Ya, nom japonais des flèches dans la pratique du kyūdō. L’ouverture de l’arc japonais (yumi) induit une longueur de flèche importante. Sa longueur correspond environ à la moitié de l'envergure de l’archer. Ces flèches sont fabriquées traditionnellement dans une variété de bambou : le shinodake (篠竹).

### Tir à28 mètres, tirkinteki
Sur la distance standard de tir à 28 mètres, l’épaisseur du fût en bambou des flèches varie en fonction de la puissance de l’arc et sont empennées de plume d'aigle. La pointe de flèche itatsuki a une forme évasée afin de produire un son lorsque la flèche se plante dans la cible de papier tendu appelée mato.

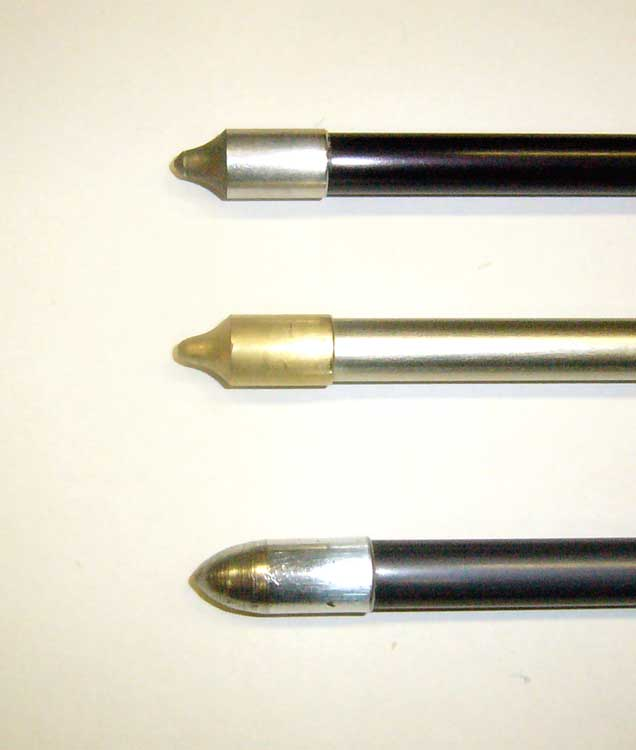
Pointes de flèche : 1 et 2 mato-ya, 3 makiwara-ya.

L’encoche hazu est en corne ou en plastique.

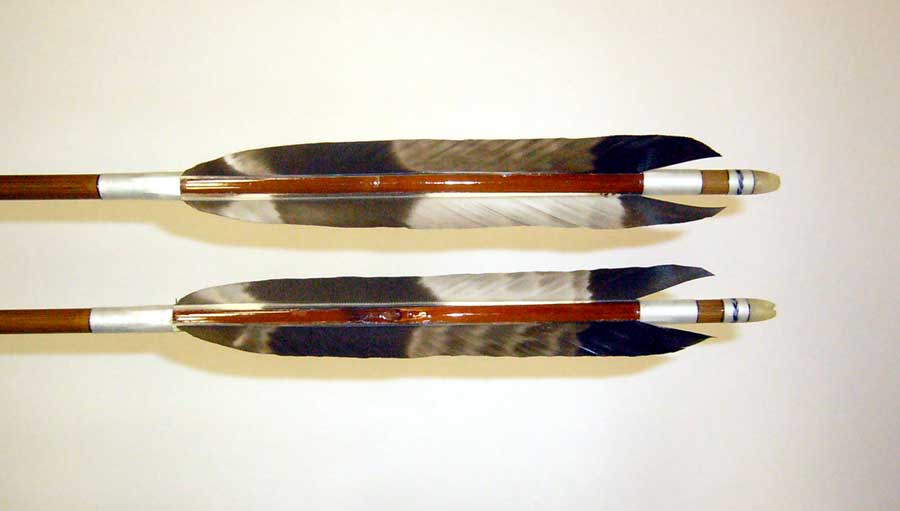
Empennage d'une flèche ya.

En raison de la rareté des plumes d'aigle due à sa protection, le coût élevé de telles flèches réserve leur utilisation à de rares archers expérimentés et de haut niveau capables de les utiliser avec un maximum de soins. Les flèches de la majorité des pratiquants de kyūdō ont un fût communément en aluminium de dimensions 2 015 ou 1 913 (soit environ 8 mm de diamètre) ou en carbone, avec des plumes de dindon ou de cygne teintées. Les encoches sont en matériau synthétique.
Les flèches de cible matoya sont tirées par multiple de deux. Dans chaque couple de flèches (hitote), une flèche possède les plumes inclinées sur la droite (haya), l'autre flèche possède les plumes inclinées sur la gauche (otoya).
On reconnaît l’une de l’autre par le sens de l’incurvation des plumes. Haya est incurvée dans le sens inverse des aiguilles d’une montre et tourne, lors du tir, dans le sens des aiguilles d’une montre. Otoya est incurvée dans le sens des aiguilles d’une montre et tourne dans le sens inverse des aiguilles d’une montre.
Quand on regarde les flèches de face (hazu à droite), on voit la partie collée sur le fût : sur le dessus pour haya, sur le dessous pour otoya.

### Tir à bout portant
Pour le tir à bout portant tel qu'il se pratique sur une makiwara (botte de paille), la flèche makiwaraya n'a pas de plume du tout ou des plumes peu saillantes ; dans ce cas, ces flèches sont destinées à des tirs de démonstration. La pointe de la flèche est en forme d'obus. Ces flèches sont, suivant les circonstances, constituées soit d'un fût de bambou, soit de carbone, soit encore d'aluminium.

### Tir à60 mètres, tirenteki
Pour les tirs à longue distance à 60 m, les flèches ont un fût de diamètre inférieur. Les plumes sont aussi moins importantes.

### Autres flèches dekyūdō

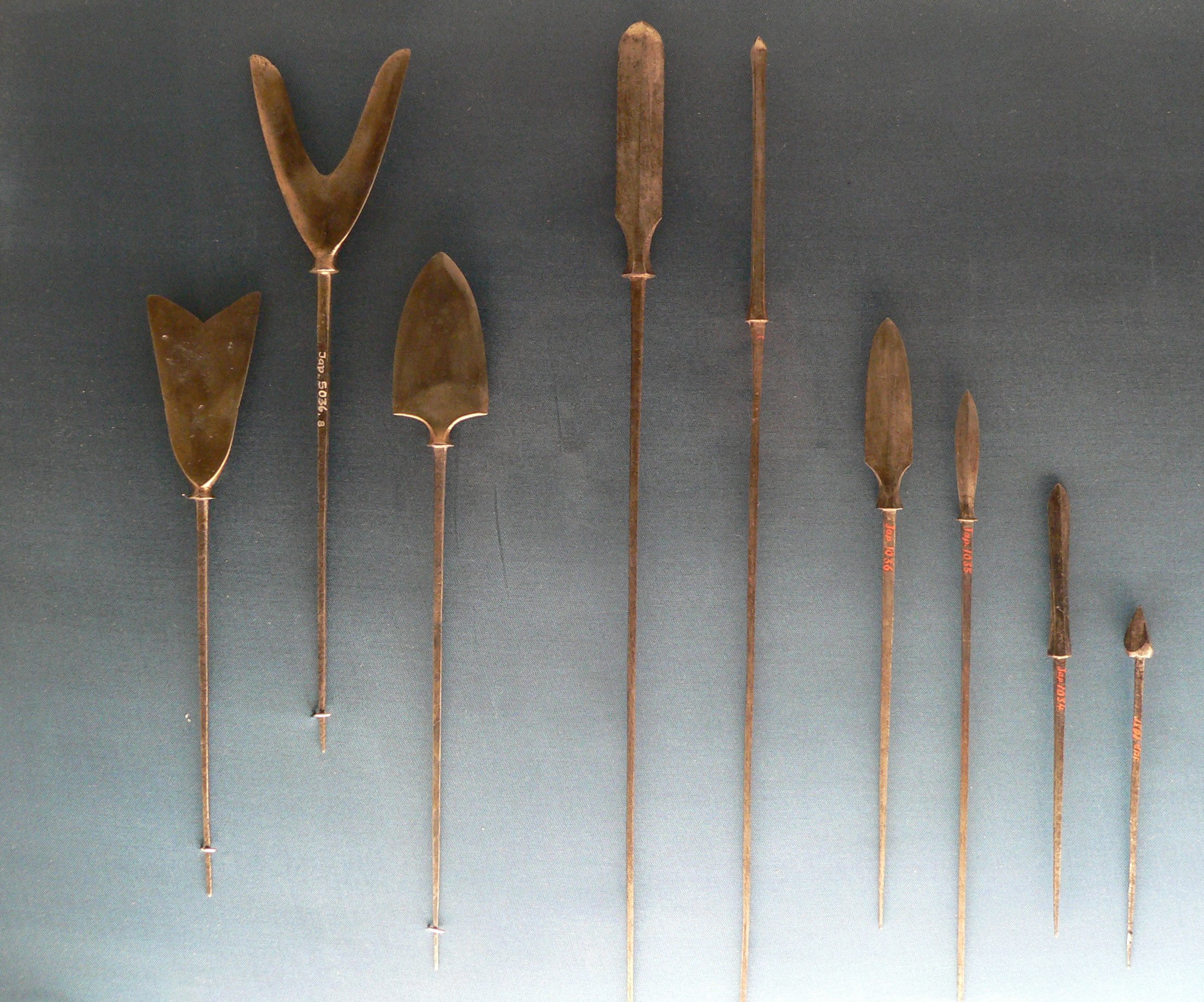
Pointes de flèches japonaises.

Il existe d'autres flèches plus rares, pour des évènements spéciaux : les flèches sifflantes, à pointe ouvragée, à bout rond pour le yabusame…